# 美國聯合能源公司
聯合能源（英語：Alliant Energy）為美國一間公用事業控股企業，總部位於威斯康辛州麥迪遜，主要在愛荷華州及威斯康辛州提供電力及天然氣服務。

## 腳註
1. ↑  . gcs-web.com. 2021-12-31  [2022-02-19].
2. ↑  . Alliant Energy.   [2021-08-27].